# Fulton & Walker Company
Fulton & Walker Company war ein US-amerikanischer Hersteller von Kraftfahrzeugen.

## Unternehmensgeschichte
Das Unternehmen hatte seinen Sitz in Philadelphia in Pennsylvania. Es stellte zwischen 1899 und 1901 Kraftfahrzeuge her. Der Schwerpunkt lag auf Nutzfahrzeugen. Der Markenname lautete Fulton & Walker.

## Fahrzeuge
Alle Fahrzeuge waren Elektroautos. 1901 wurde ein Krankenwagen auf der Philadelphia Automobile Show präsentiert, der sehr gelobt wurde.
Der einzige Personenkraftwagen war ein kleiner Runabout.